# Baileyville (Maine)
Baileyville város az USA Maine államában, Washington megyében. Lakosainak száma 1318 fő (2020. április 1.).

## Népesség
A település népességének változása:

| 2010 | 1 521 |
| 2020 | 1 318 |